# Sindrome di Osgood-Schlatter

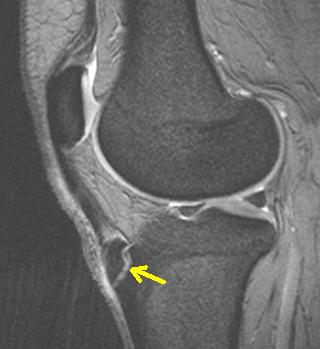
Processo degenerativo

La sindrome di Osgood-Schlatter o osteocondrosi dell'apofisi tibiale anteriore è un processo degenerativo a carico della tuberosità tibiale. Fa parte del gruppo di sindromi note come osteocondrosi, in passato denominate osteocondriti anche se non si tratta di processi infiammatori ma degenerativi.
Questa malattia è tipica dell'età pre-adolescenziale, quindi nei ragazzi (più frequentemente maschi) fra i 12 e i 15 anni. Il più delle volte colpisce una sola gamba, ma si può verificare anche in entrambe le gambe contemporaneamente. La malattia finisce al compimento dei 18 anni, con il cessare della crescita e grazie alla calcificazione delle ossa. Prende il nome dall'ortopedico statunitense Robert Bayley Osgood e dal chirurgo svizzero Carl Schlatter, che per primi l'hanno descritta, agli inizi del XX secolo.

## Cause
La comparsa di questa sindrome è causata dalla tensione del tendine del muscolo quadricipite, localizzato nella coscia, che, superata la rotula si inserisce (assumendo il nome di legamento patellare) nella tuberosità tibiale. Si verifica in età adolescenziale ed è dovuta ad alterazioni dell'accrescimento osseo in concomitanza con uno stress meccanico continuo alla tuberosità della tibia, che non ha ancora completato il processo di ossificazione, operato dalla contrazione del muscolo quadricipite. È pertanto ovvio che tale patologia compaia in soggetti impegnati in attività sportive. Ciò può causare infiammazione e frammentazione della suddetta porzione ossea, ed eventualmente generare uno sviluppo osseo alterato, con una sporgenza localizzata sotto la rotula e ben visibile anche dall'esterno.

## Sintomi
Apparirà una protuberanza visibile di circa 2 cm di diametro in prossimità dell'articolazione del ginocchio e causerà dolore durante e dopo attività fisiche o a volte dopo attività minori come salire le scale. Questa sindrome è generalmente benigna e solitamente scompare spontaneamente. I sintomi permangono anche per 9-10 anni, ma si risolve tutto alla scomparsa della protuberanza o quando l'apofisi tibiale si ossifica completamente.

## Terapia
La terapia consiste in riposo e antidolorifici. È consigliabile prendere un periodo di riposo assoluto da qualsiasi attività fisica che possa acutizzare il dolore (può essere utile l'utilizzo di un tutore rigido o meno), mentre si considerano attività di fisioterapia, o stretching della catena posteriore, in particolare esercizi e posture da protrarre per 4-5 minuti degli ischiocrurali o mediante tecnica PNF.
Può essere necessario l'impiego di ortesi atte a ridurre lo stress meccanico operato dal tendine sulla tibia. Se trascurato può causare dolore anche in età post-puberale, rendendo necessario un intervento chirurgico per rimuovere i frammenti ossei, o il distacco definitivo dell'apofisi dalla tibia, dove sarà anche qui necessario un intervento chirurgico per ricongiungere le parti.